# エクステ (映画)
『エクステ』は、2007年2月17日公開の日本映画。

## あらすじ
海辺の美容室「ジル・ド・レエ」で働く美容師の卵・水島優子は一流の美容師になるため、ダンサー志望の同居人である友人・森田由紀と共に日夜励んでいた。そんなある日、実の姉・清美から姪である少女・水島マミを強引に預かることになってしまう。初めはマミを厄介者扱いしていた優子だったが、次第に彼女と心を通い合わせ、本当の姉妹のような関係を築くようになり、初めは実母からの虐待で心を閉ざしていたマミも優子の優しさに触れて心を開き始め、次第に明るい顔を見せるようになった。
その頃、横浜港では巨大コンテナから、膨大な量の髪の毛と少女の遺体が発見される。その遺体は臓器売買の被害者であり、剃り落とされたはずの髪は死後も伸び続けていた。死体安置所に務める山崎ぐんじは無類の髪フェチで、その少女の遺体を持ち帰り、伸び続ける少女の髪でエクステを作り、優子の務める美容室をはじめとする美容室にそのエクステを提供していくが、それには少女の強い怨念が込められていた。

## 登場人物
水島優子（みずしま ゆうこ）
演 - 栗山千明
主人公。海辺の美容院「ジル・ド・レエ」に務める美容師の卵。
かつては姉からの虐待で荒んでいた過去を持つ。姉から姪であるマミを強引に押し付けられ、当初はマミを厄介者扱いしていたが、かつての自分と同じように姉の清美から虐待を受けてきたマミを不憫に思い、考えを改める。それ以来、マミを妹のように可愛がり、姉妹のような関係を築き上げていく。
水島マミ（みずしま マミ）
演 - 佐藤未来
もう一人の主人公。清美の娘で、優子の姪。
母からの虐待で心を閉ざし、その影響から異常に礼儀正しく繊細な性格の持ち主。母によって強引に叔母である優子の元に預けられ、初めは厄介者扱いされていたが、優子の優しさに触れてからは次第に心を開いていく。優子と姉妹のような関係を築くようになってからは少しずつ明るい顔を見せるようになり、美容師の仕事にも興味を示す。
森田由紀（もりた ゆき）
演 - 佐藤めぐみ
優子の友人にして同居人。ダンサー志望。優子の姉からマミを強引に預かる事になって戸惑うものの、優しく接するようになる。
水島清美（みずしま きよみ）
演 - つぐみ
優子の姉でマミの実母。キャバ嬢。性悪な性格をしており、妹と実の娘に虐待を行っている。
中盤で優子の自宅へ押し入り、彼女の服を勝手に持ち出した上、マミを強引に連れ戻した挙句、再びマミへの虐待を行い押し入れに閉じ込めるも、偶然優子の服に紛れて持ち帰っていたエクステの暴走に巻き込まれ、交際相手の男諸とも死亡。
杉村佳代（すぎむら かよ）
演 - 山本未來
優子が務める美容院「ジル・ド・レエ」のオーナー。
幸田サチ（こうだ サチ）
演 - 町本絵里
優子と同じ美容院で働く美容師。
椎名百合子（しいな ゆりこ）
演 - 満島ひかり
優子と同じ美容院で働く美容師。
桜井雄太（さくらい ゆうた）
演 - 永田良輔
優子と同じ美容院で働く美容師。
近藤（こんどう）
演 - 夏生ゆうな
優子と同じ美容院で働く美容師の女性。
山崎が安置所の少女の髪で作ったエクステを気に入り、そのエクステをつけて帰宅した後、エクステの呪いによって死亡。その後、遺体は大量の髪に絡まった状態で発見され、後日開かれた葬儀には優子をはじめとする従業員達も参列した。
菅原達夫（すがわら たつお）
演 - 光石研
刑事。エクステをつけた女性が次々と怪死していく事件について調べている。
田村次郎（たむら じろう）
演 - 山本浩司
菅原の部下。
山崎ぐんじ（やまさき ぐんじ）
演 - 大杉漣
本作の黒幕。普段は警察署の死体安置所に務めている。
無類の髪フェチで、あらゆる少女の遺体から髪を切り取り集めていた。序盤で後述の髪が伸びる安置所の少女の死体を持ち出し、彼女から伸び続ける髪を一部切り取り、それをエクステにして各地の美容室に提供し、持ち込んでいた。また、それ以前にも顔見知りの美容院に彼女の髪とは別のエクステも提供していた模様。
安置所の少女（本名不明）
演 - 佐久間麻由
髪が伸びる少女の死体で、怪異の発端にあたる本作のキーパーソン。
作中の回想によると臓器売買の被害者であるらしく、麻酔をかけられないまま臓器を抜かれた上、髪を全て剃り落とされて命を落とした。
死後、髪を全て剃り落とされた強い怨念から、剃られたはずの髪は伸び続け、傷跡や瞼の裏に舌などと、あらゆる箇所からとてつもない量の髪が生え続けていた。
山崎が彼女の髪で作ったエクステは、つけた女性の耳から侵入して相手を操り、彼女の記憶や死の直前がフラッシュバックで脳裏に浮かび上がったり、とてつもない速さで伸びて相手を襲うなどと、彼女の髪で作られたエクステを身につけた女性達（山崎の知人である美容師の女性や近藤、優子が務める美容院の常連客）を次々と惨殺していく。
終盤では自らの手で山崎を殺害し、あらゆる箇所から生えて伸び続けていた髪も切られる前の生前の姿に戻り、安らかに成仏した。
- 田中哲司
- 蛭子能収
- 田井中蘭

## スタッフ
- 企画：黒澤満、遠藤茂行
- プロデューサー：岡田真、服部紹男
- 脚本：園子温、安藤正軌、真田真
- 撮影：柳田裕男
- 美術：福沢勝広
- 照明：松隈信一
- 録音：林大輔
- 編集：伊藤潤一
- VFX：田中貴志
- 特殊造型・ヘアディレクション：西村喜廣
- 音楽：長谷川智樹
- 製作プロダクション：セントラルアーツ

## 主題歌
- 町本絵里『ハルカ』（SMEレコーズ）

## ショートムービー
映画上映時、東京・池袋の「エクステ・カフェ」（期間限定）で上映された3分ほどの作品。主演：大杉漣が歌って踊る。

## DVD
- エクステ（2007年8月3日、東映）DSTD-2713